# 中島恒雄
中島 恒雄（なかじま つねお、1947年（昭和22年）6月26日- ）は、日本の教育者、福祉活動家。尾州茶屋家17代当主。学位は教育学博士（フォーダム大学・1989年）。学校法人茶屋四郎次郎記念学園創立者・理事長、東京福祉大学・大学院総長・学長、学校法人たちばな学園創立者・理事長、理学・作業名古屋専門学校名誉校長、保育・介護・ビジネス名古屋専門学校校長、社会福祉法人茶屋福祉記念会茶屋とくしげ保育園理事長、社会福祉法人茶屋の園特別養護老人ホームたちばなの園白糸台創立者、特定非営利活動法人(NPO)日本・留学生交流援護会創設者、茶屋四郎次郎記念学術学会創設者（日本学術会議登録学術研究団体)、上海師範大学名誉教授、海南師範大学名誉教授、前ハーバード大学教育学大学院招聘学者、講道館柔道5段。

## 概要
著書『できなかった子をできる子にするのが教育』によれば、1968年に東京都豊島区のアパート一室でサークル「英会話を楽しむ会」を始めて以来、東京福祉大学、学校法人サンシャイン学園（東京福祉保育専門学校、東京医学柔整専門学校）、名古屋の学校法人たちばな学園（保育・介護・ビジネス名古屋専門学校、理学・作業名古屋専門学校）、日米高齢者保健福祉学会、社会福祉法人茶屋の園・特別養護老人ホームたちばなの園白糸台（東京都府中市）、社会福祉法人茶屋福祉記念会・茶屋とくしげ保育園（名古屋市）を設立している。さらに近年、特定非営利活動法人（NPO）日本・留学生交流援護会を設立した。本人は講道館柔道五段の資格を持ち、また信濃守護の小笠原氏の家臣の家柄で、朱印船貿易家の茶屋四郎次郎清延第17代目直系の子孫と語っている。

## 人物・来歴

### 出生から学生時代
1947年6月26日、愛知県名古屋市中区茶屋町（現・丸の内）に生まれた。1968年には東京都豊島区のアパートの一室でサークル「英会話を楽しむ会」を設立した。愛知県立名古屋西高等学校を卒業後、1969年、学習院大学法学部法学科に入学し、1974年、学習院大学法学部法学科を卒業した。

### アメリカ留学
1984年、フォーダム大学教育学大学院教育行政管理学科（Fordham University Graduate School of Education）修士課程に入学。1985年に同修士課程を修了し、教育学修士（Master of Science in Education）の学位を取得した。その後、フォーダム大学教育学大学院教育行政管理学科博士課程に入学。1988年、フォーダム大学教育行政管理専門家学位（Professional Diploma in Administration And Supervision）を取得した。1989年、フォーダム大学教育学大学院教育行政管理学科博士課程を修了し、教育学博士の学位（Doctor of Education）を取得した。さらに、フォーダム大学教育学大学院博士研究員（Post- Doctoral Study）となり、1990年、フォーダム大学教育学大学院博士研究員を修了した。

### 専門学校と大学の創立
1984年、東京・池袋に学校法人サンシャイン学園を設立し、理事長に就任、同法人が運営するサンシャインビジネス社会福祉専門学校（現・東京福祉保育専門学校）を開校し、校長に就任した。1991年、名古屋に学校法人茶屋四郎次郎記念学園（現・学校法人たちばな学園）を設立し、理事長に就任、同法人が運営する東海情報ビジネス専門学校（現・公務員・保育・介護・ビジネス専門学校）を開校し、校長に就任した。2000年に学校法人東京福祉大学（現・学校法人茶屋四郎次郎記念学園）を設立し、理事長に就任した。2002年、名古屋医療福祉専門学校を開校（現・理学・作業名古屋専門学校）し、名誉校長に就任した。2003年、東京医学柔整専門学校を開校し、名誉校長に就任した。2020年11月20日、学校法人茶屋四郎次郎記念学園理事長、東京福祉大学・大学院学長に就任した（2023年3月まで）。

### 教育者として
1992年、近畿大学豊岡短期大学通信教育部非常勤講師として「教育原理」・「憲法」を担当した（1998年3月まで）。1995年にはハーバード大学教育学大学院客員研究員（Visiting Scholar, Graduate School of Education, Harvard University）となる。1996年、日米高齢者保健福祉学会（日本学術会議協力学術研究団体）を創設し、会長に就任した。同年、フォーダム大学社会福祉学大学院特別高等客員教授(Distinguished Visiting Professor)となる。1997年、黒龍江大学高級顧問教授となる。2006年には海南師範大学名誉教授、上海師範大学名誉教授となる。
東京福祉大学総長として授業方法への教員指導を実施し、その授業方法の指導を受けた東京福祉大学教職員からは「感銘を受けた」「勉強になった」との声がある。教職員採用選考の際には、「本学の「建学の精神・使命」「教育の目的」「中島総長・学長からの報告とメッセージ」を理解し、本学の「教育システム」を実践することが求められる。面接では「中島総長・学長からの報告とメッセージ」についての感想」が求められ、総長としてのリーダーシップと授業方法のもとで大学運営が行われている。
「東京福祉大学校歌」では「新しき風 緑を渡る 燈くそびえる 学び舎に 中島恒雄 理念満ちて 真の教育 我ら築かん 東京福祉大学」と謳われている。また、誕生日である6月26日は、東京福祉大学や東京福祉保育専門学校をはじめとする関連学校では「創立記念日」と定められており、学校休業日とされている。
そのほか、中国共産党中央委員会の機関紙である「人民日報」では、「中島恒雄氏は日本社会では伝説的人物の一人」と報じられている。
なお、東京福祉大学は、2019年に1610人の留学生所在不明が発覚し、元総長であった中島の関与が問題視され、私学助成金が50%減額された。
その後も改善されず、2020年以降、6年連続で私学助成金は全額不交付となった。
中島は学長・理事長に就任したが、大学院生から350万円の特別指導料を不正に受領するキックバック問題も発覚した。2024年には会計検査で不正が確認され、事務局長は降格され、全額返金された。

### 福祉施設の運営
1998年、社会福祉法人特別養護老人ホームたちばなの園白糸台を設立し、理事長に就任。2007年、名古屋に社会福祉法人茶屋福祉記念会・茶屋とくしげ保育園を設立し、理事長に就任した。

## 研究業績

### 博士学位論文
- "A case study of Sunshine College's policy and administrative dimensions for teaching conversational English to Japanese students" (January 1, 1989). ETD Collection for Fordham University.（教育学博士学位論文：サンシャイン学園における日本人学生対象の英会話教育のための教育方針・学校運営方法のケーススタディ）、NCID BA19418320、OCLC 20750402

### 論文・記事
- 「「使える英語」を教え、学べ」『朝日ジャーナル』1975年10月24日号（朝日新聞社刊）、NAID 40000076550
- 「「一人っ子」と家庭教育問題－教育学、心理学的立場からの考察」『父母必読』1993年（北京新聞社刊）
- 「21世紀に望まれる大学教育とは」『電気評論』2000年（電気評論社刊）、NAID 40002533931
- 「The Conception of Higher Education in the 21st Century」（中文：面向二十一世紀的高等教育理念）『高教研究與評価』2001年秋季号（中国・黒龍江大学刊）
- 「在宅医療・在宅福祉においてコ・メディカルの果たすべき役割―痴呆性高齢者の場合を中心に―」『東京福祉大学研究紀要』創刊号、2002年、NAID 40005606786
- 「「中間ケア」(intermediate care)という用語の表す意味について―日本、アメリカ、イギリスでの用法の相違」『日米高齢者保健福祉学会誌』、2005年、NAID 40007239754
- 「特別企画・勉強ができない子も「できる子」にしたい」『月刊高校教育』2006年（学事出版刊）、NAID 40015167573
- 「あの人にインタビュー 中島恒雄(東京福祉大学・大学院学長 総長) アメリカの大学院仕込みの教育方法で日本の福祉教育、大学教育に旋風を巻き起こす」『地域ケアリング』2008年（北隆館刊）、NAID 40015792278
- 「茶屋四郎次郎記念学術学会について」『茶屋四郎次郎記念学術学会誌』、2017年、NAID 40021131952
- 「TOPインタビュー(15)東京福祉大学・大学院 創立者 総長・学長 教育学博士 茶屋四郎次郎17代直系 中島恒雄氏 学生のためになる大学、学生が得する大学でありたい」『月刊公論』2021年（財界通信社刊）、NAID 40022730176

### 講演ほか
- 「望ましいソーシャルワーカーの試験とは」第47回日本社会福祉学会全国大会（川崎医療福祉大学）1999年
- 「Conceptions of Higher Educations in the 21st Century」中国・国立黒龍江大学（ハルビン市）建学60周年記念式典における講演、2001年
- 「効果的な高齢者医療・福祉のための構造改革」日本社会福祉学会第50回全国大会、2002年

## 著書

### 単著
- 「サンシャインメソッド外国語学習法」学校法人サンシャイン学園出版部
- 「A Companion Book for Inside Sunshine College: The Secret of the Sunshine Conversational English Language Method」学校法人サンシャイン学園出版部
- 「できなかった子をできる子にするのが教育 私の体験的教育論」ミネルヴァ書房, 1997
- 『社会福祉要説 レポート・試験はこう書く 社会福祉を学ぶ人の専門科目・関連科目学習ガイド』ミネルヴァ書房, 1999
- 『福祉の仕事がわかる本 どんな仕事がありどんな資格が必要か』日本実業出版社, 1999
- 『二十一世紀の大学教育改革 創立者が語る東京福祉大学の挑戦』ミネルヴァ書房, 2000
- 『できなかった子(生徒)をできる子(学生)にするのが教育 私の体験的教育論 新版』ミネルヴァ書房, 2000.1
- 『二十一世紀の高齢者福祉 日本とアメリカ』ミネルヴァ書房, 2001.4
- 『二十一世紀の高齢者福祉と医療 日本とアメリカ』ミネルヴァ書房, 2003

### 編著
- 「レポート・試験はこう書く 保育児童福祉要説」中央法規出版
- 「アメリカ研究」（共著）学校法人サンシャイン学園出版部
- 「社会福祉士・介護福祉士になる法」（編著）日本実業出版社
- 「保育児童福祉要説」（編著）中央法規出版
- 「新・社会福祉要説」ミネルヴァ書房
- 「教職科目要説（中等教育編）」（編著）ミネルヴァ書房
- 「教職科目要説（初等教育編）」（編著）ミネルヴァ書房

### 監修
- 『らくらくクリア保育士試験』梧桐書院, 1998.12

## 不祥事
2008年1月22日、学内における行為を理由として強制わいせつ罪で警視庁及び池袋警察署に逮捕された。また女性職員Bに対してセクハラ行為を行ったとされる。逮捕後総長を辞任した。同年2月8日、東京地検によって東京地裁に起訴。さらに同年2月12日、強姦未遂容疑で警視庁に再逮捕された。同年4月8日、女性職員Cに対する猥褻行為、同Dに対する猥褻行為に対して再逮捕された。上記など6件の強制わいせつ罪に対して同年6月27日に東京地裁で懲役2年10ヶ月の実刑判決を受けた。10月30日に東京高裁で行われた控訴審の判決では懲役2年の実刑判決を受けた。一審より減刑された理由としては一審判決後に3人の被害者との示談が成立したことによる。